# دوبال‌میوه انگمی
دوبال‌میوه اَنگُمی (نام علمی: Dipterocarpus alatus) نام یک گونه از سرده دوبال‌میوه‌ها است.